# 즈엉동

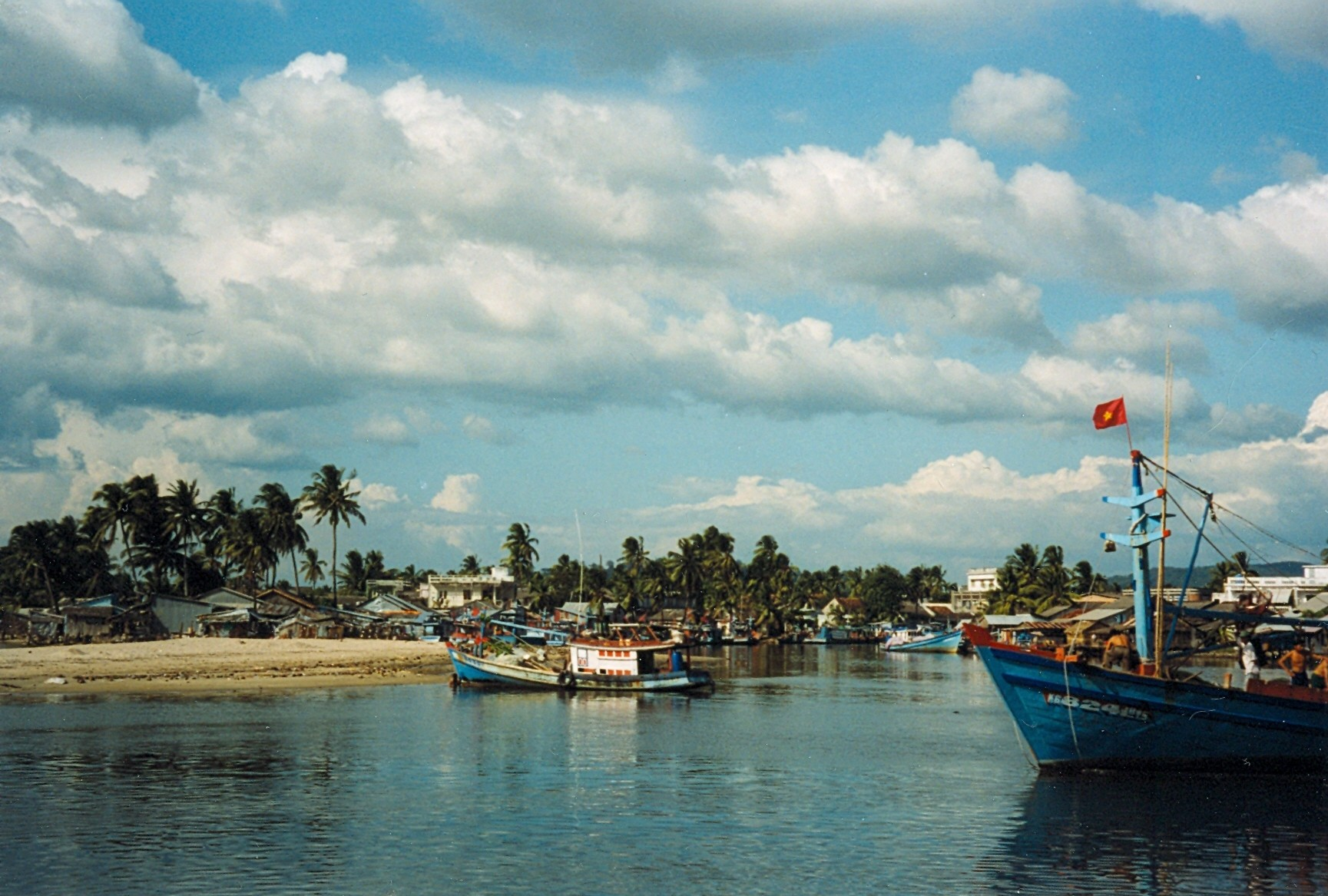
즈엉동 항구

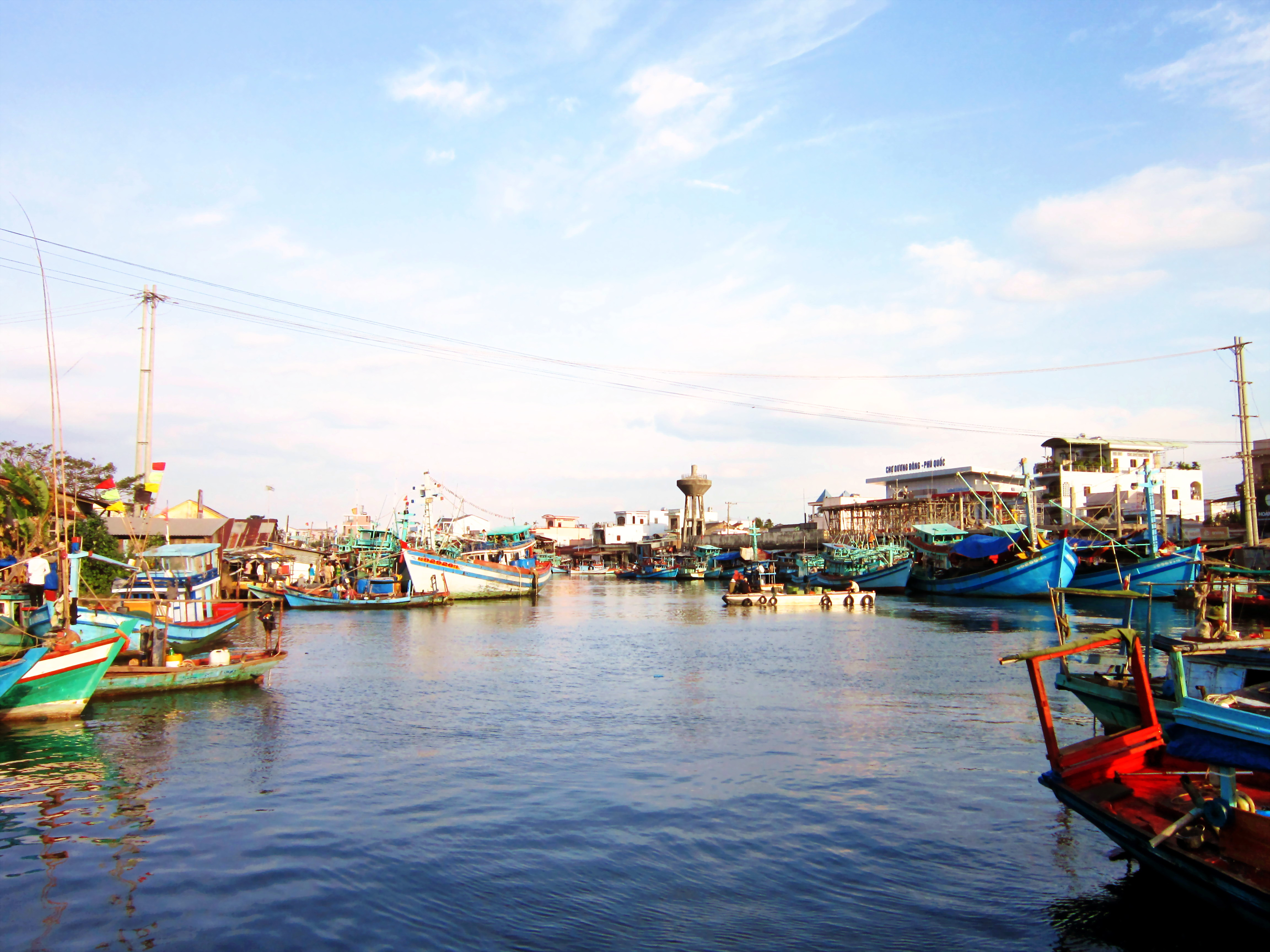
즈엉동 마을 시장

즈엉동(Dương Đông)은 캄보디아 남서쪽 해안에서 떨어진 베트남 최대의 섬 푸꾸옥섬의 주요 마을이다. 2020년 기준 인구 수는 60,415명이다. Võ Thị Sáu 거리가 마을에서 해변으로까지 이어진다.

## 같이 보기
- 푸꾸옥 국제공항 (10킬로미터 거리)